# Planiplax machadoi
Planiplax machadoi – gatunek ważki z rodziny ważkowatych (Libellulidae). Występuje na terenie Ameryki Południowej.